# Schmitte (Olpe)
Schmitte ist ein Wohnplatz in der Gemeinde Kürten im Rheinisch-Bergischen Kreis.

## Lage und Beschreibung
Der Ort liegt an der Gemeindegrenze zu Lindlar nördlich von Oberclev. Es gehört mit zum Kirchdorf Olpe. Er besteht aus einigen wenigen Häusern und dem Gut Schmitte, in dem heute ein Pferdehof bewirtschaftet wird. Die Zufahrt erfolgt von der L 304 bei Tüschen über eine Brücke, die über die Kürtener Sülz führt.

## Geschichte
Der Ort ist auf der Topographischen Aufnahme der Rheinlande von 1824  und auf der Preußischen Uraufnahme von 1840 als Schmitte verzeichnet.
Ab der Preußischen Neuaufnahme von 1892 ist er auf Messtischblättern regelmäßig als Schmitte verzeichnet.
1830 hatte der Ort 16 Einwohner.
Die Gemeinde- und Gutbezirksstatistik der Rheinprovinz führt Schmitte 1871 mit einem Wohnhaus und elf Einwohnern auf.
Im Gemeindelexikon für die Provinz Rheinland von 1888 werden ein Wohnhaus mit neun Einwohnern angegeben.
1895 hatte der Ort ein Wohnhaus und 14 Einwohner.
1905 besaß der Ort ein Wohnhäuser und elf Einwohner und gehörte konfessionell zum katholischen Kirchspiel Kürten.
1927 wurden die Bürgermeisterei Kürten in das Amt Kürten überführt. In der Weimarer Republik wurden 1929 die Ämter Kürten mit den Gemeinden Kürten und Bechen und Olpe mit den Gemeinden Olpe und Wipperfeld zum Amt Kürten zusammengelegt. Der Kreis Wipperfürth ging am 1. Oktober 1932 in den Rheinisch-Bergischen Kreis mit Sitz in Bergisch Gladbach auf.
1975 entstand aufgrund des Köln-Gesetzes die heutige Gemeinde Kürten, zu der neben den Ämtern Kürten, Bechen und Olpe ein Teilgebiet der Stadt Bensberg mit Dürscheid und den umliegenden Gebieten kam.

## Sehenswürdigkeiten
- Hof Gut Schmitte (Inschrift über der Tür: 1822)

- Baudenkmal Wegekreuz aus dem Jahr 1809 - Hof Schmitte 18

## Wanderwege
Am Ort vorbei führt die 2. Etappe des Bergischen Panoramasteiges von Lindlar nach Biesfeld, der Wanderweg „Rund um Kürten“ (K im Kreis), ein Hauptwanderweg des SGV (>4) und die Ortsrundwanderwege A1, A2 und A3.

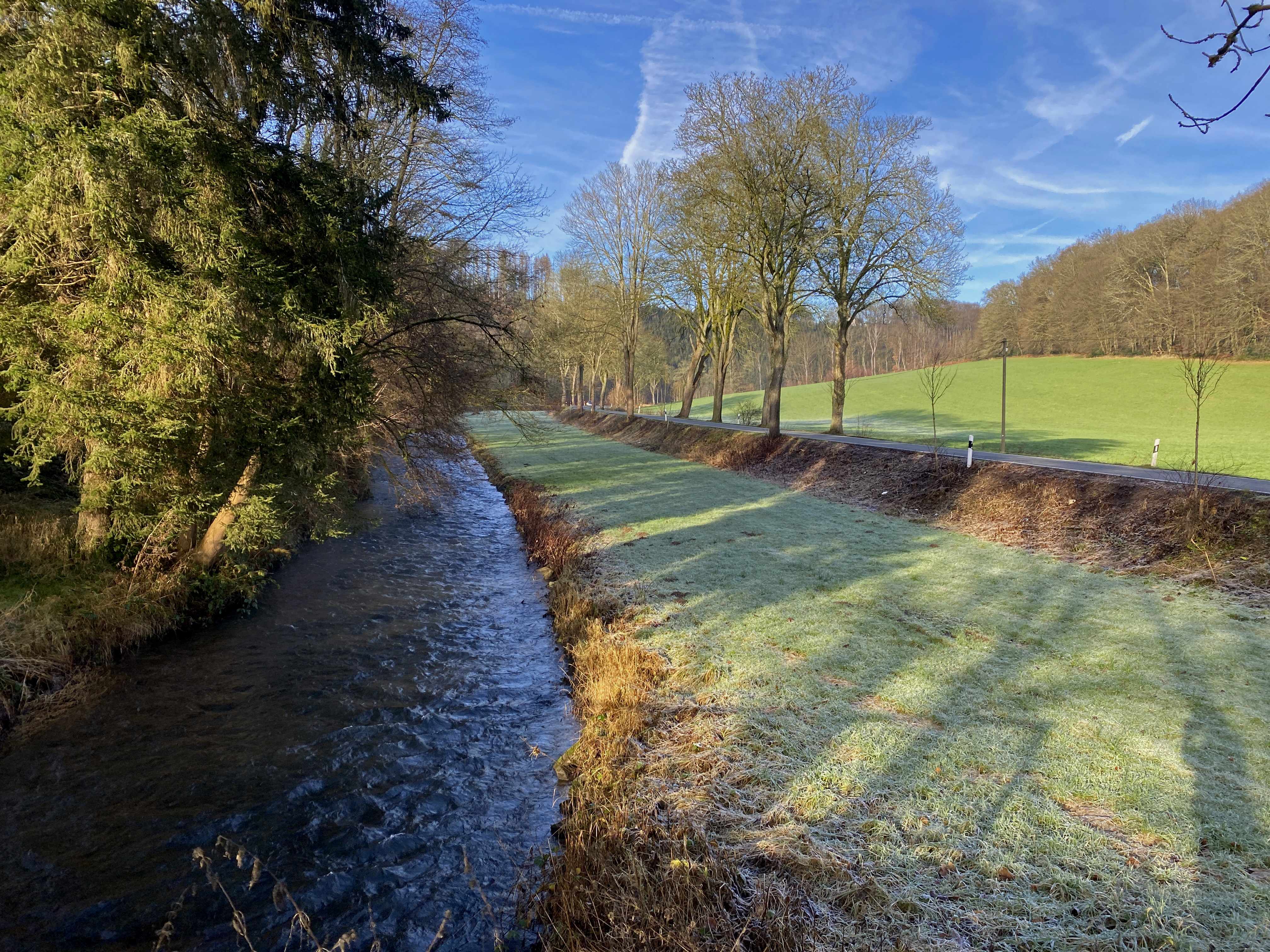
Kürtener Sülz bei Schmitte - L 304
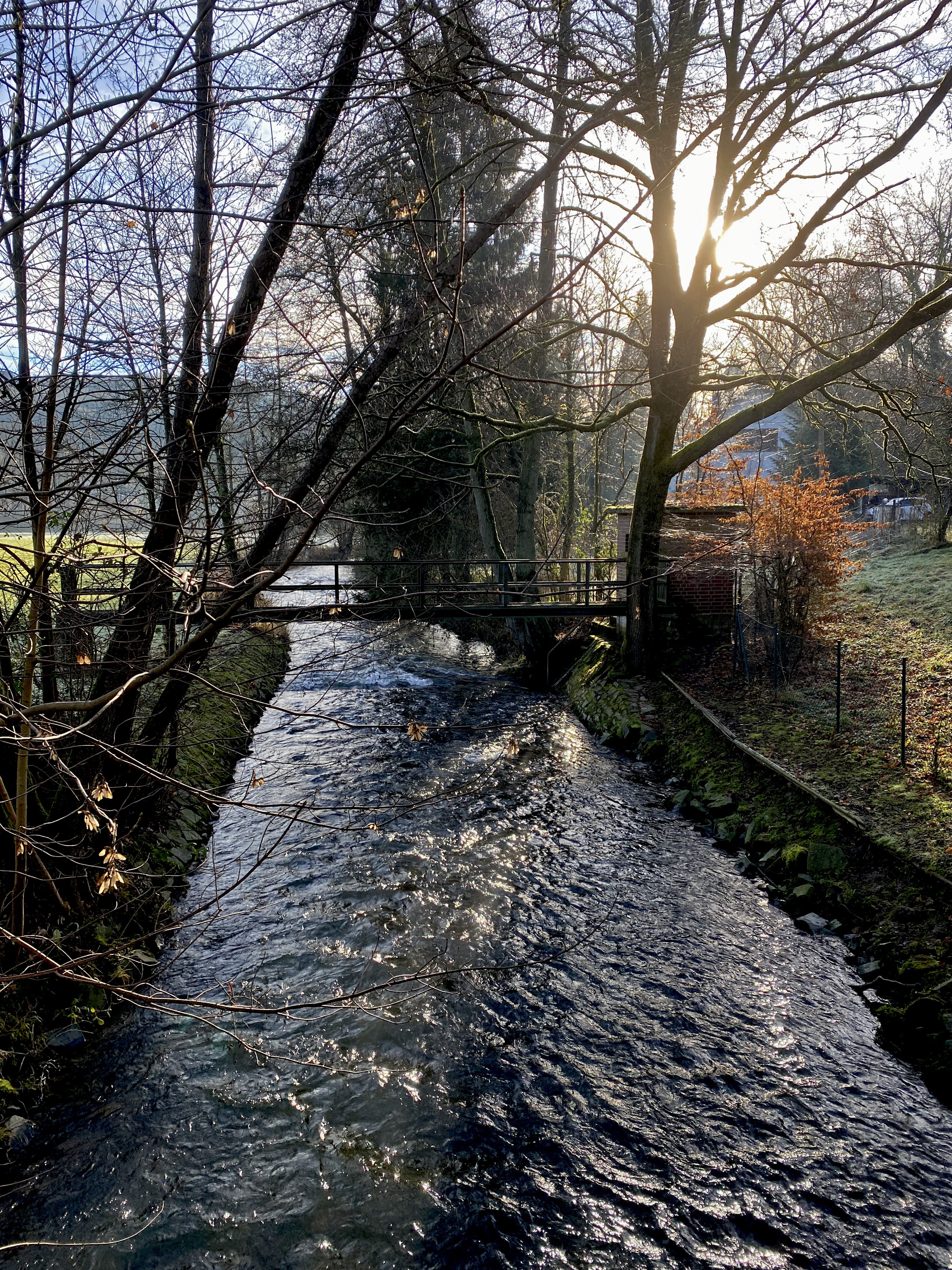
Kürtener Sülz bei Schmitte
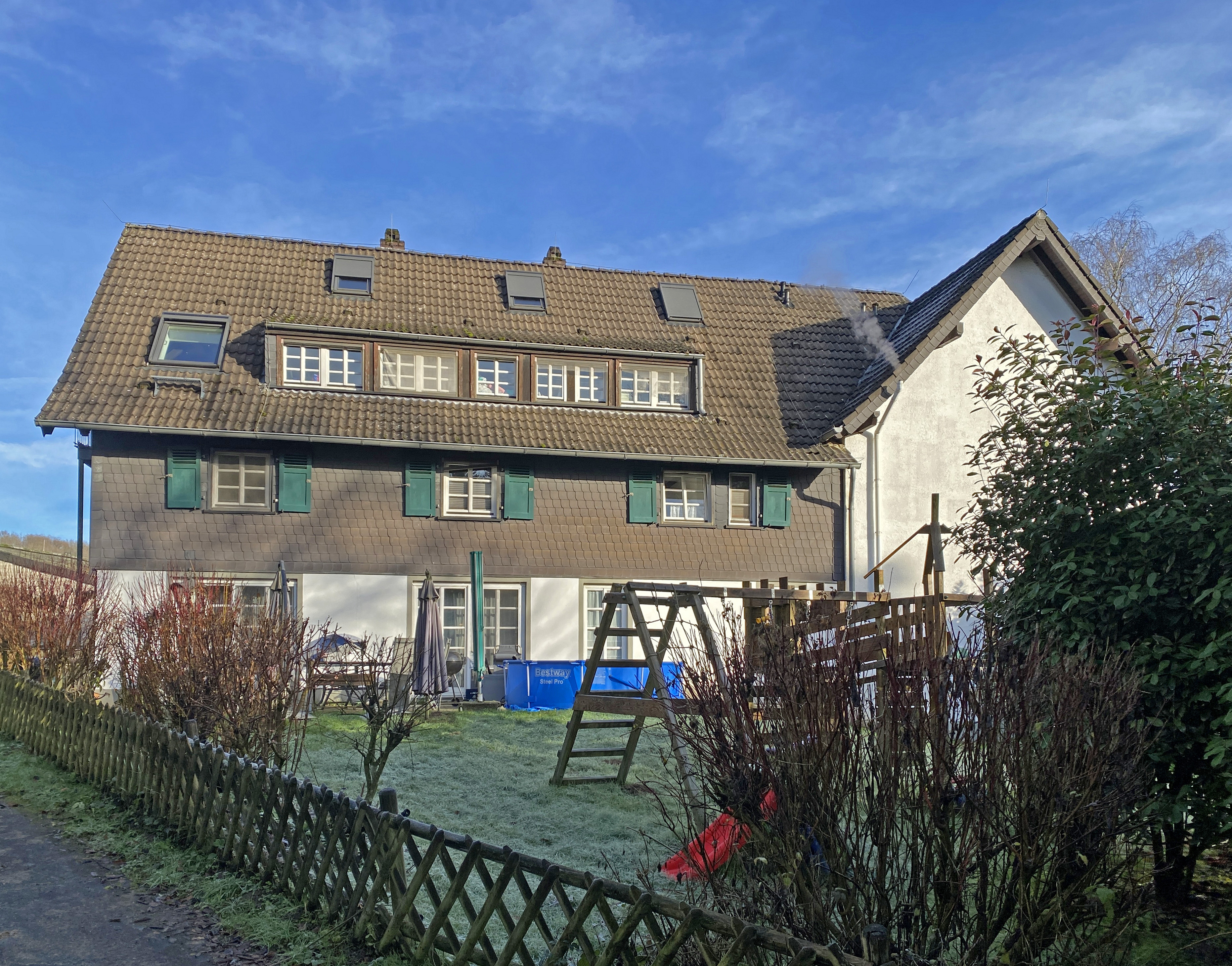
Gut Schmitte
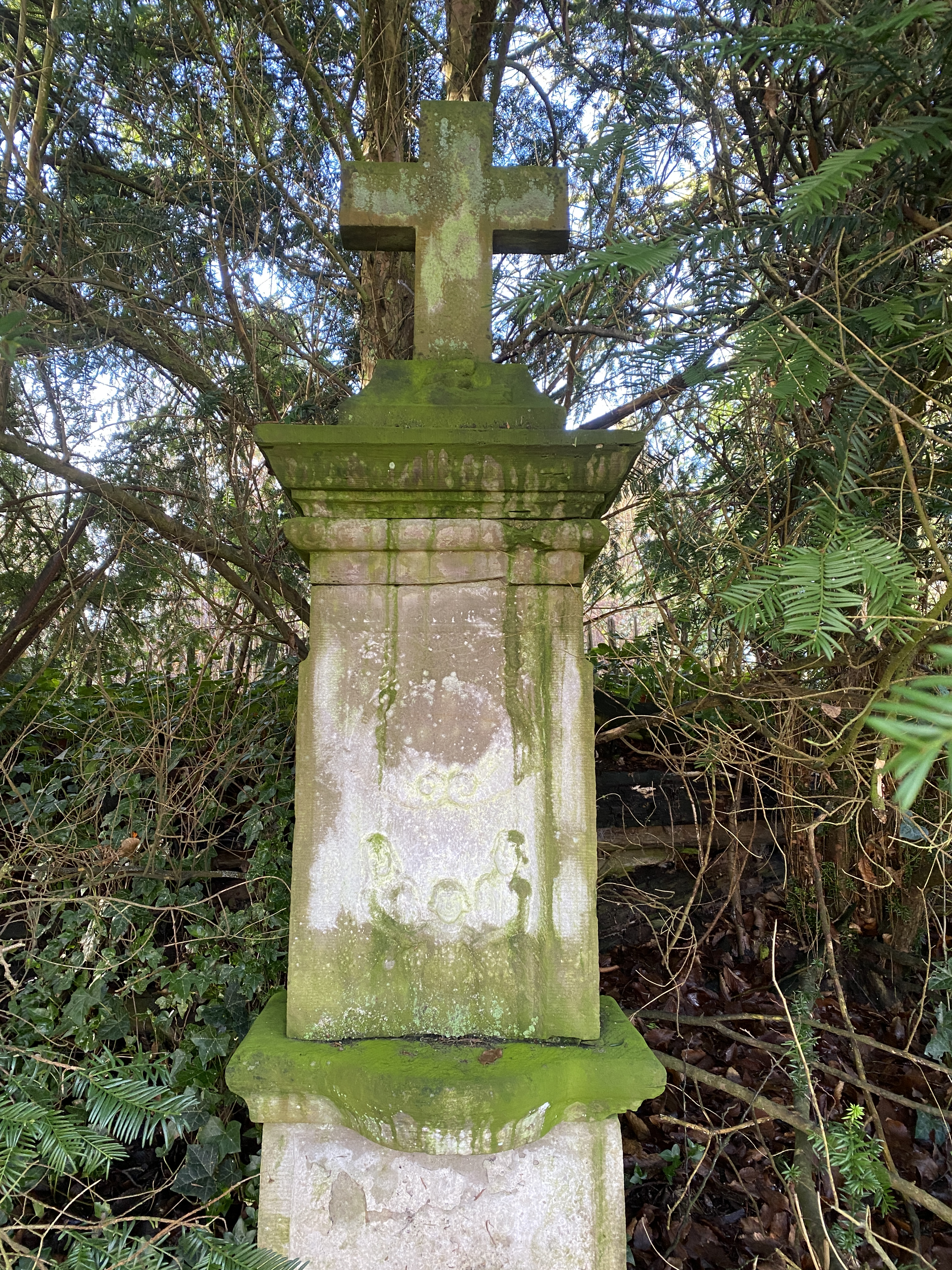
Baudenkmal Wegekreuz (1809)
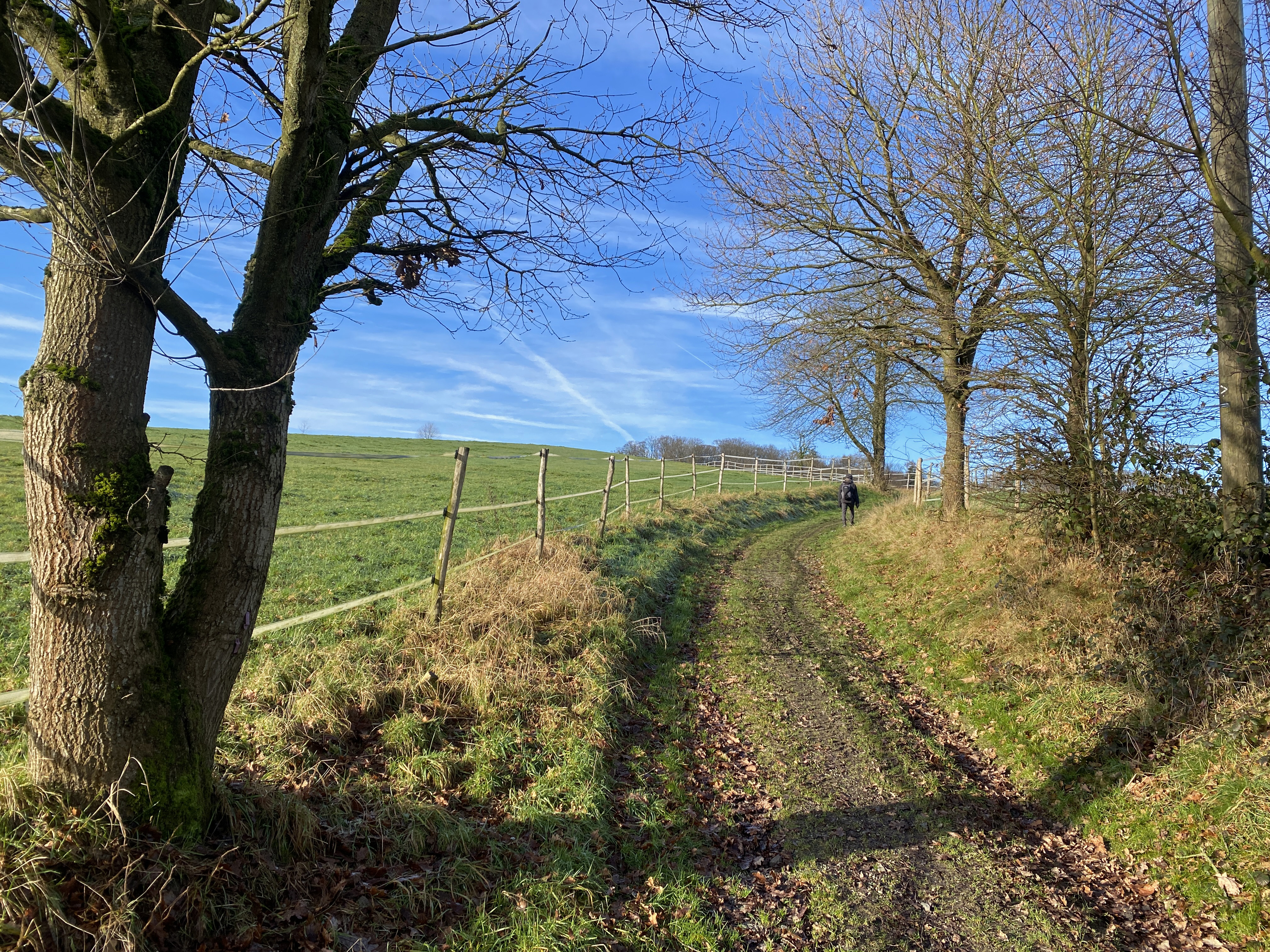
Wanderweg östl. Schmitte
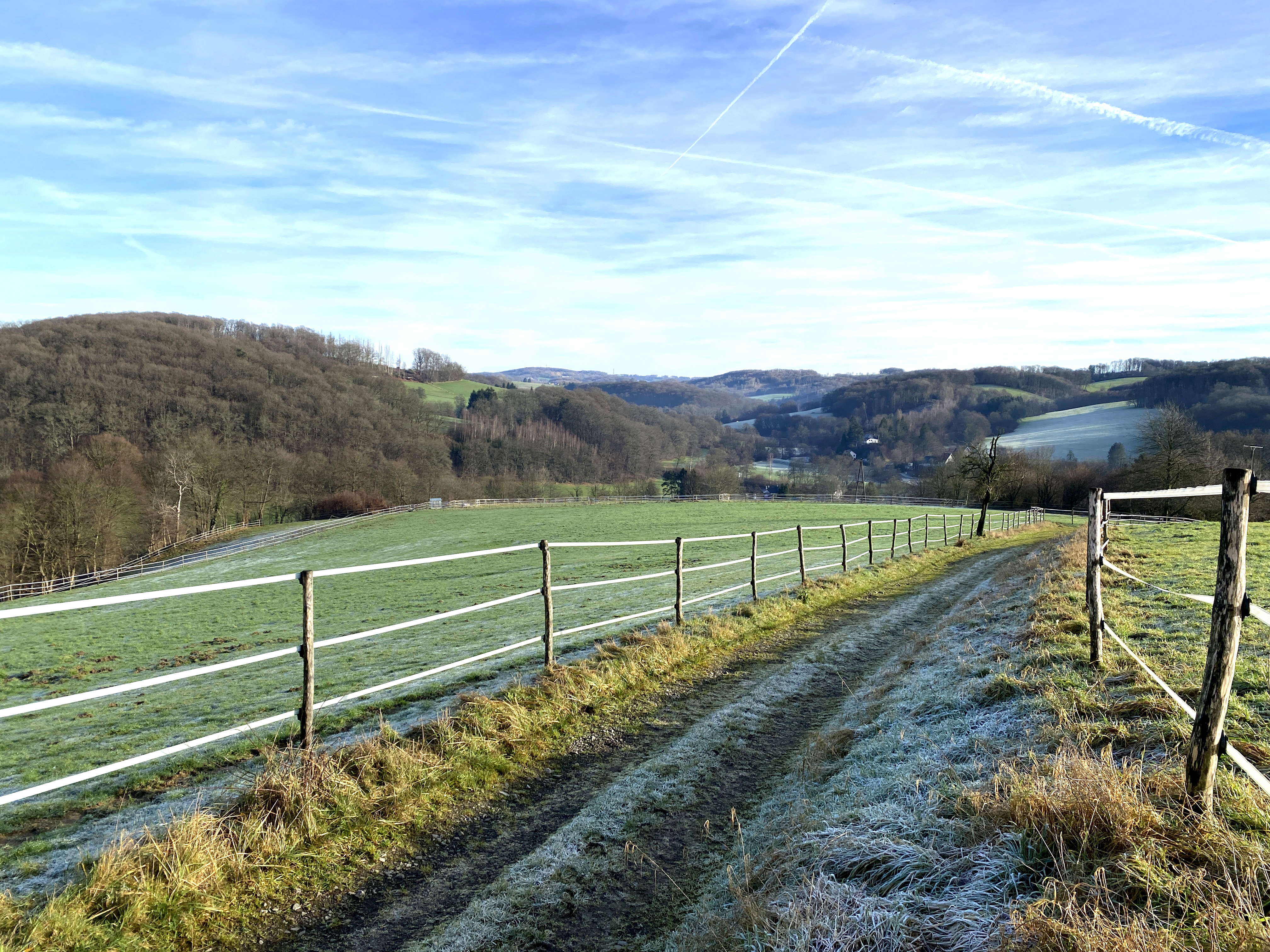
Landschaftskulisse Schmitte